# Porcellio fiumanus
Porcellio fiumanus är en kräftdjursart som beskrevs av Karl Wilhelm Verhoeff1901. Porcellio fiumanus ingår i släktet Porcellio och familjen Porcellionidae. Inga underarter finns listade i Catalogue of Life.